# Jadran Radovčić
Jadran Radovčić (ur. 25 lutego 1959 w Szybeniku) – jugosłowiański wioślarz.
Reprezentował Jugosławię na igrzyskach w 1972. Był członkiem załogi ósemki ze sternikiem, która odpadła w pierwszej rundzie zawodów (czas 6:27,82 w drugim wyścigu eliminacyjnym). Był najmłodszym Jugosłowianinem na tych igrzyskach. Jest także najmłodszym reprezentantem Jugosławii w historii igrzysk.